# Roy Sentjens
Roy Sentjens (né le 15 décembre 1980 à Neerpelt) est un coureur cycliste belge, d'origine néerlandaise.

## Biographie
Roy Sentjens naît le 15 décembre 1980 d'un père néerlandais et d'une mère belge. Il opte pour la nationalité belge en 2005.
Il a effectué sa première saison professionnelle en 2002 dans l'équipe Rabobank. Il avait remporté l'année précédente le Tour des Flandres espoirs. Sa principale victoire est la semi-classique Kuurne-Bruxelles-Kuurne en 2003. Après avoir passé trois ans dans l'équipe Predictor-Lotto, devenue Silence-Lotto, il signe en 2010 dans l'équipe Milram. Il est contrôlé positif à l'EPO le 16 aoûtet avoue s'être dopé le 10 septembre, date à laquelle il annonce mettre un terme à sa carrière. Il est condamné à deux ans de suspension et 10 000 euros d'amende.
À la fin de sa suspension, en septembre 2012, il redevient néanmoins coureur, au sein de l'équipe continentale néerlandaise De Rijke-Shanks. Il met fin à sa carrière en avril 2013.
Son cousin Jelle Vanendert est également coureur professionnel sur route.

## Palmarès

### Palmarès amateur
- 1995
  - Champion du Limbourg sur route débutants
- 1996
  - Champion du Limbourg sur route débutants
- 1997
  - Circuit Het Volk juniors
  - 2e de la Ster van Zuid-Limburg
  - 4e du championnat du monde sur route juniors
- 1998
  - 3e étape des Trois Jours d'Axel
  - 2e du Grand Prix Rüebliland
  - 2e du Tour du Basse-Gaulaine
  - 10e du championnat du monde sur route juniors
- 2000
  - 2e du Grand Prix Waregem
- 2001
  - Grand Prix d'Affligem
  - Tour des Flandres espoirs
  - 3ea étape de la Flèche du Sud
  - Tour de la province d'Anvers :
    - Classement général
    - 4e étape

  - 2e du Grand Prix Waregem
  - 3e de la Flèche flamande

### Palmarès professionnel
- 2002
  - 2e du Prix national de clôture
- 2003
  - Kuurne-Bruxelles-Kuurne
- 2004
  - Tour du Nord des Pays-Bas (ex aequo avec 21 coureurs)[5]
- 2005
  - 2e du Grote Prijs Dr. Eugeen Roggeman
- 2006
  - Grand Prix Gerrie Knetemann
  - Grote Prijs Dr. Eugeen Roggeman
- 2007
  - Course des raisins
  - 2e du Prix national de clôture
- 2008
  - Grand Prix de la ville de Zottegem
- 2009
  - 3e du Grand Prix de Wallonie
  - 3e de la Gullegem Koerse

## Résultats sur les grands tours

### Tour d'Italie
1 participation
- 2005 : 135e

### Tour d'Espagne
3 participations
- 2007 : 79e
- 2008 : 33e
- 2010 : non-partant (12e étape)[6]